# 林顿镇

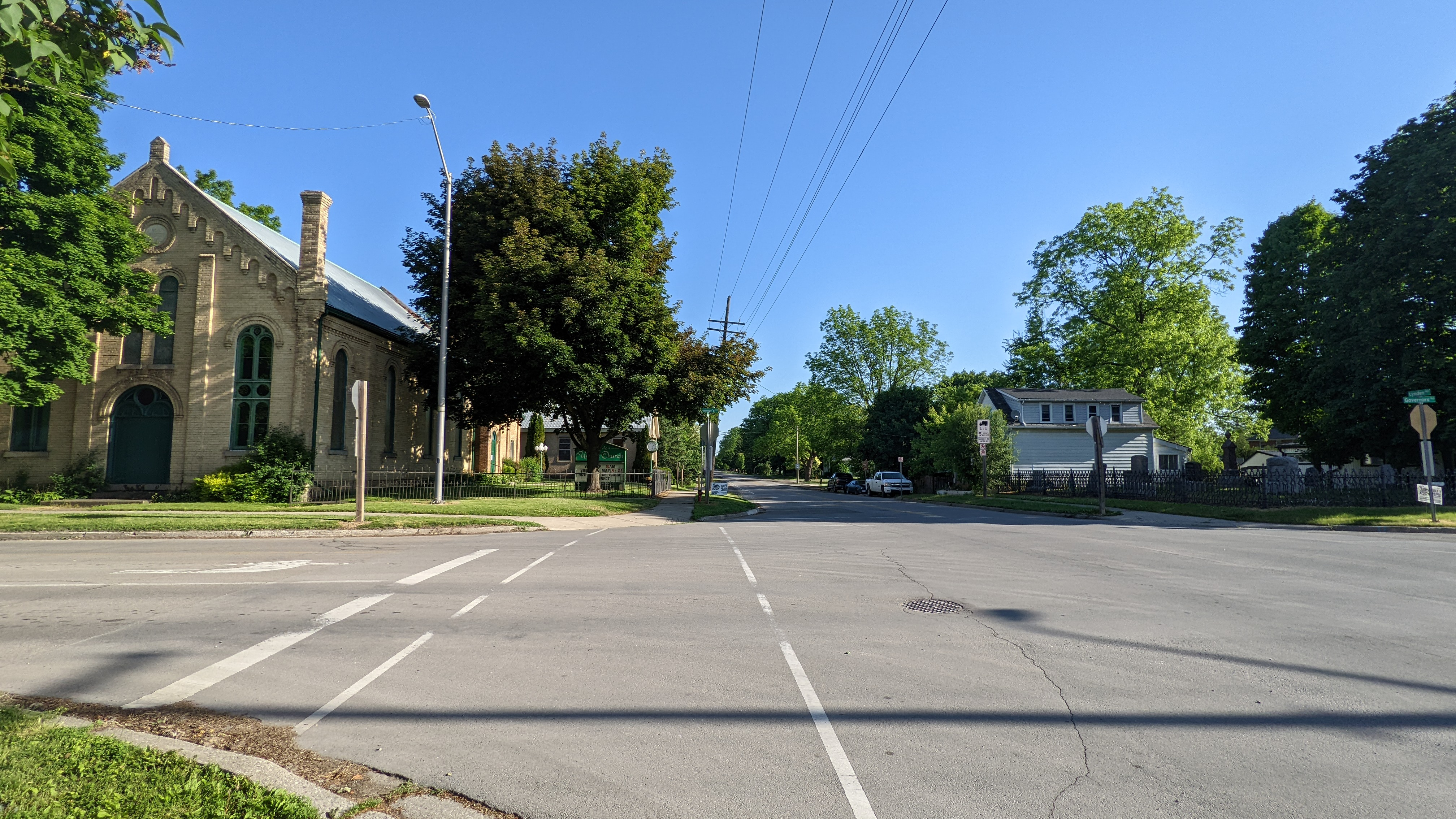
主十字路口

林顿是位于加拿大安大略省哈密尔顿市西北角的社区。

## 历史
1843年创立之初，该镇称为“范斯科”，以当地磨坊主本诺尼·范斯科的姓命名。1853年，耶利米·毕肖以位于美国佛蒙特州的林顿镇命名了该社区。

## 知名人物
- 国家冰球联盟名人堂选手瑞德·霍纳（英语：Red Horner）出生地。[2]
- David Forsyth (soccer)（英语：David Forsyth），加拿大足球之父。
- 史蒂夫·伊纳特（英语：Steve Ihnat），电影演员、导演。